# 10103 Jungfrun
10103 Jungfrun este un asteroid din centura principală de asteroizi.

## Descriere
10103 Jungfrun este un asteroid din centura principală de asteroizi. A fost descoperit pe 29 februarie 1992 la Observatorul La Silla în cadrul programului UESAC. Asteroidul prezintă o orbită caracterizată de o semiaxă mare de 2,40 ua, o excentricitate de 0,11 și o înclinație de 7,3° în raport cu ecliptica.